# 摩臘婆蘇丹國

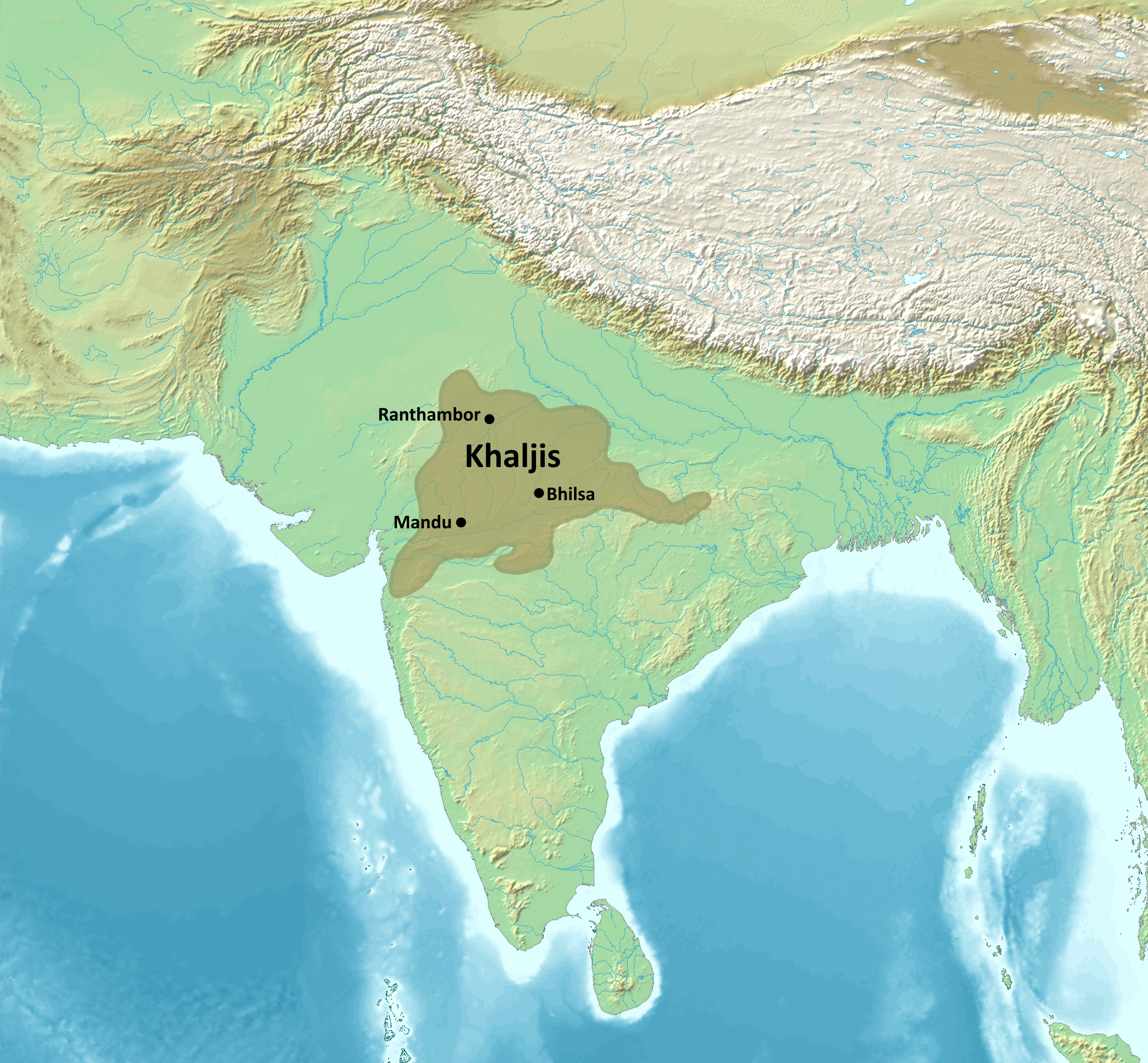
摩臘婆蘇丹國鼎盛時期的疆域

摩臘婆蘇丹國（Malwa Sultanate）是一個中世紀後期位於摩臘婆地區的國家，該國範圍涵蓋了現今印度行政區中央邦和拉賈斯坦邦的東南部，該國是在帖木兒入侵印度，以及德里蘇丹國解體後，由迪拉瓦爾汗於1401年所建立。
1519年的加格隆戰役後，摩臘婆蘇丹國的大部分地區一度被梅瓦爾的統治者拉納·桑伽短暫控制，拉納·桑加任命他手下的一位封臣梅迪尼·拉伊負責治理該國。1562年，摩臘婆蘇丹國的最後一任統治者巴茲·巴哈杜爾被阿克巴大帝擊敗，該國自此成為蒙兀兒帝國轄下的摩臘婆蘇巴。

## 外部連結
- Coins of the Malwa Sultanate （页面存档备份，存于） at the Coin India Galleries